# Тумбага

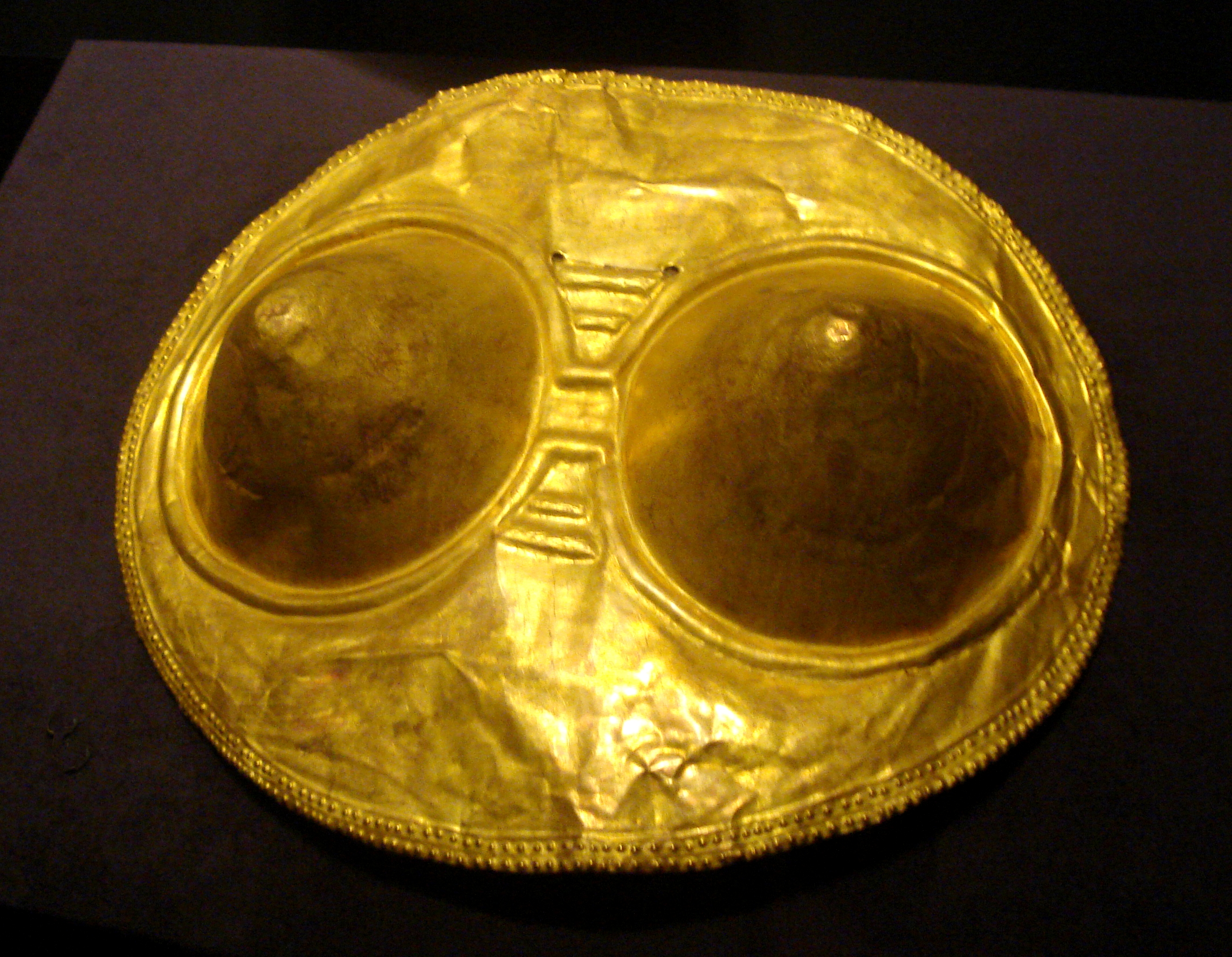
Пектораль из тумбаги (культура Кимбая).

Тумбага — сплав золота и меди с добавлением серебра, широко использовавшийся в доколумбовых культурах Южной и Центральной Америки. Название сплаву дали испанские конкистадоры, в свою очередь заимствовав его из малайского языка (на котором «тамбага», малайск. tembaga, означает «медь», ср. томпак).

## Свойства
Температура плавления тумбаги — около 853° C , что гораздо меньше, чем меди (1084° C) и золота (1063° C). Твёрдость значительно выше, чем у меди, а у некоторых разновидностей этого сплава она приближалась к показателям бронзы и железа, причём сплав сохранял ковкость. Изделия из тумбаги часто обрабатывали кислотами: на поверхности разъедалась медь, после чего оставался тонкий слой из почти чистого золота.

## Состав
Тумбага не имела определённого устоявшегося состава — иногда создавались вещи, в которых до 97 % золота или, наоборот, до 97 % меди. Обычно преобладала медь, но и доля золота была заметной. В этом сплаве случались примеси других металлов — прежде всего серебра, которое иногда своей долей превосходило золото.

## История
Судя по археологическим находкам, тумбага была изобретена на территории современной Колумбии, а оттуда эта технология распространилась на север до Центральной Америки и на восток — в Амазонию и на Карибы. Во времена, когда испанцы открыли Америку (конец XV века), тумбага была распространена на огромных просторах континента. На Карибах, в Гайане и Панаме, в Амазонии этот сплав знали как «караколе» и использовали преимущественно для изготовления культовых предметов и украшений. Испанцы скоро выяснили, что тумбага хоть и блестит, но не является чистым золотом, и называли её «фальшивым золотом». Считается, что именно распространённые изделия из тумбаги породили легенду о стране золота Эльдорадо.